# Орден Чингисхана

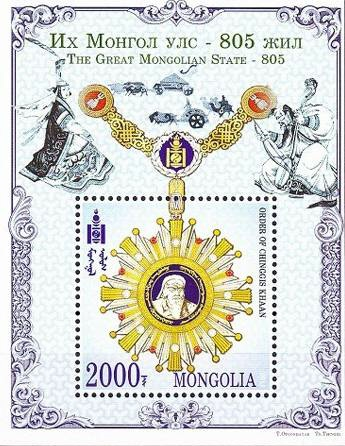
Орден Чингисхана на почтовой марке Монголии

Орден Чингисхана (монг. Чингис хааны одон) — высшая государственная награда Монголии для отличия выдающихся и особых заслуг граждан в утверждении суверенитета и независимости Монголии, укреплении национального единства, построении и развитии демократического общества, изучении национальной культуры и искусства, знакомстве других стран с национальной культурой Монголии, а также иностранных государственных, общественных и научных деятелей, отличившихся в деле укрепления международного мира и сотрудничества, в изучении и возвышении в мире имени монгольской культуры.

## История награды
Орден был учреждён 17 мая 2002 года постановлением № 21 Великого государственного хурала Монголии по предложению президента страны Н. Багабанди.

## Статутордена
- Орденом Чингисхана могут быть награждены граждане Монголии и иностранцы.
- Награждение орденом Чингисхана производится указом Президента Монголии. Награждение иностранных граждан производится по инициативе Президента, Премьер-министра Монголии или Председателя ВГХ.
- Лицу, награждённому орденом, как монгольскому гражданину, так и иностранцу, вручается денежная сумма, эквивалентная стоимости 9 цэн (35 гр) золота либо памятный знак.
- Церемония вручения ордена проходит в дни Годовщины Народной революции, день Конституции, в праздник Цаган Сара[2].

## Список награждённых орденом
1. Пунсалмаагийн Очирбат — первый Президент Монголии (2005 год).
2. Бямбасурэнгийн Шарав — композитор (2006 год)
3. Дашийн Бямбасурэн — семнадцатый Премьер-министр Монголии (2009 год).
4. Раднаасумбэрэлийн Гончигдорж — Председатель Великого государственного хурала в 1990-1992 и 1996-2000 годах (2010 год).
5. Нацагийн Багабанди — второй Президент Монголии (2011 год).
6. Дамдины Дэмбэрэл — Председатель Великого государственного хурала в 2008-2012 годах (2012 год).
7. Думаагийн Содном — четырнадцатый Премьер-министр Монголии (2013 год).
8. Хавтгайн Намсрай[монг.] — физик и математик (2014 год).
9. Гомбожавын Мэнд-Ооёо[монг.] — писатель и поэт (2015 год).
10. Ганбаатарын Ариунбаатар — оперный певец (2016 год)[3].
11. Найдангийн Тувшинбаяр — дзюдоист (2017 год)[4].
12. The Hu — рок-группа (2019 год)[5].
13. Жугдэрдэмидийн Гуррагча — лётчик-космонавт (2021 год)[6].
14. Вооружённые силы Монголии (2021 год)[7].
15. Дэчингунгаагийн Доржготов[монг.] — академик (2022 год)
16. Джек Уэзерфорд — антрополог, монголовед, Соединённые Штаты Америки (2022 год)
17. Ансамбль «Морин хуурын чуулга»[монг.] (2023 год)[8]
18. Пан Ги Мун — 8-й Генеральный секретарь ООН, гражданин Республики Корея (2024 год)[9]